# Horace Parnell Tuttle
Horace Parnell Tuttle (va néixer el 17 de març de 1837 a Newfield, Maine i va morir el 16 d'agost de 1923) va ser un astrònom nord-americà, veterà de la Guerra Civil i germà de l'astrònom Charles Wesley Tuttle (1 de novembre de 1829 - 17 de juliol de 1881).
Charles va ser reemplaçat a Harvard pel seu germà menor Horace, qui es va unir a Truman Henry Stafford, Coolidge Sidney, i el Saló de Asaf com a assistents a l'observatori. Horace es va convertir en adjunt en el telescopi de Merz, realitzant la cerca de nous cometes.
Va descobrir o va codescobrir nombrosos cometes. L'asteroide (5036) Tuttle va ser nomenat en el seu honor. En 1859 va ser guardonat amb el Premi Lalande de l'Acadèmia Francesa de les Ciències per al descobriment dels cometes 1858I, 1858III i 1858VII.
Tuttle se li atribueix el "descobriment" de les galàxies NGC 2655 a Camelopardalis, i NGC 6643,a Draco.
Tuttle va viure a l'àrea de Washington, DC des del 1884 fins a la seva mort per "edema pulmonar" el 1923. En els seus últims anys va ser feble i cec per una caiguda al novembre de 1921. La seva tomba està en el cementiri de Oakwood, Falls Church.